# Lorenzo Campeggio
Lorenzo Kardinal Campeggio, italijanski škof in kardinal, * 1472, Milano, † 19. julij 1539.

## Življenjepis
12. novembra 1512 je postal škof Feltreja in 1. julija 1517 je postal kardinal.
6. aprila 1518 je prejel škofovsko posvečenje. Dve leti pozneje, 1520, je odstopil kot škof. 2. decembra 1523 je postal škof Bologne, 5. septembra 1534 škof Albana, 26. februarja 1535 škof Palestrine in 28. novembra 1537 škof Sabine in Poggio Mirtete.